# Agri decumates

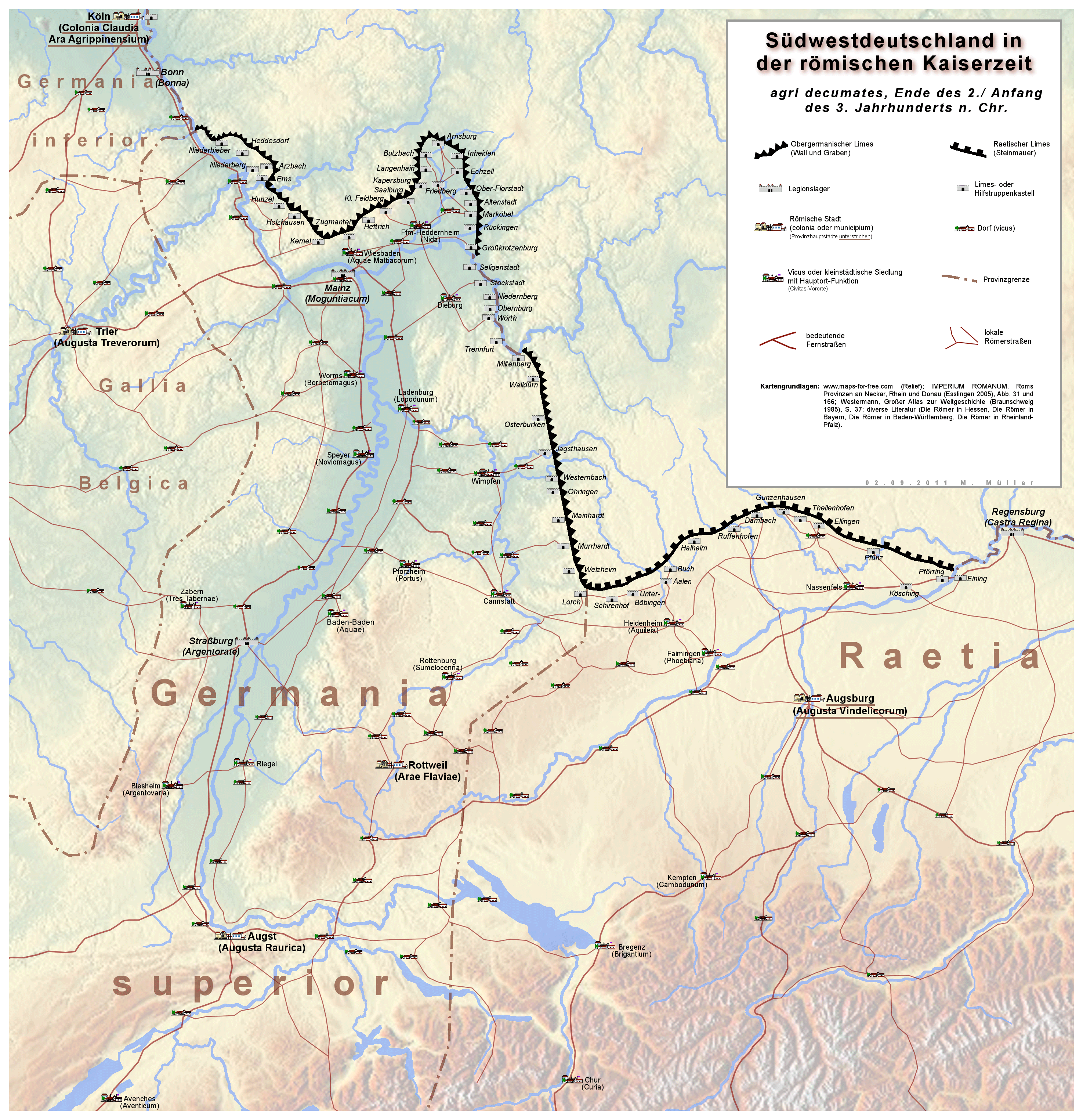
Das Dekumatland zwischen Limes, Donau und Rhein

Agri decumates bzw. decumates agri (wörtlich wohl „Zehntland“), deutsch Dekumatland oder Dekumatenland, ist bei Tacitus (Germania 29, 3) die Bezeichnung für ein Gebiet jenseits (also östlich bzw. nördlich) von Rhein und Donau, das nach seiner Aussage ursprünglich von Kelten (Galliern) bewohnt, jedoch bald auch von germanischen Sueben besiedelt wurde und zum Römischen Reich gehörte.
Tacitus schrieb in seinem frühestens im Jahr 98 entstandenen Werk:

„Nicht unter die Völker Germaniens möchte ich die Leute rechnen, die die agri decumates bearbeiten, obwohl sie sich jenseits von Rhein und Donau niedergelassen haben. Die abenteuerlustigsten Gallier, die die Not kühn gemacht hat, haben den Boden, dessen Besitz umstritten war, besetzt; seitdem dann der Limes angelegt und die Grenzwachen weiter nach vorn verlegt worden sind, bilden sie einen Vorposten unseres Imperiums und einen Teil der Provinz.“

## Geschichte

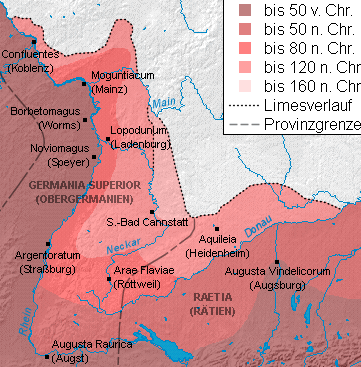
Römische Expansion in Südwestdeutschland

Unter Kaiser Vespasian hatten die Römer um 72 n. Chr. das Gebiet jenseits von Rhein und Donau, das sie bereits vorher indirekt kontrolliert hatten, mit Truppen besetzt. Sie sicherten es seit Domitian (um 85 n. Chr.) durch eine Reihe von Befestigungsanlagen, die zuletzt um 150 n. Chr. unter Antoninus Pius vorgeschoben wurden (Obergermanisch-Raetischer Limes). Das Dekumatland gehörte seit Domitian zur neu eingerichteten Provinz Germania superior. Unter römischem Schutz blühte das Land auf; es profitierte von der Anwesenheit der zahlungskräftigen Grenztruppen, die versorgt werden mussten. Dies scheint, wie auch Tacitus berichtet, früh viele Zuwanderer, insbesondere aus Gallien, ins Land gelockt zu haben. 
Erst während der Reichskrise des 3. Jahrhunderts wurde es durch Einfälle plündernder Germanen erheblich verheert und ging zwischen 260 und 280 (spätestens nach dem Tod des Probus) endgültig an die Alamannen verloren, nachdem es von den römischen Truppen geräumt worden war (siehe Limesfall). Am Ende des 3. Jahrhunderts gehörte es aus römischer Sicht zur Alamannia, wenngleich das Imperium nie formal auf seine Ansprüche auf das Dekumatland verzichtete und man noch bis weit ins 4. Jahrhundert hinein Feldzüge dorthin unternahm und die dortigen Fürsten zur Unterwerfung zwang (z. B. Julian).

## Lage

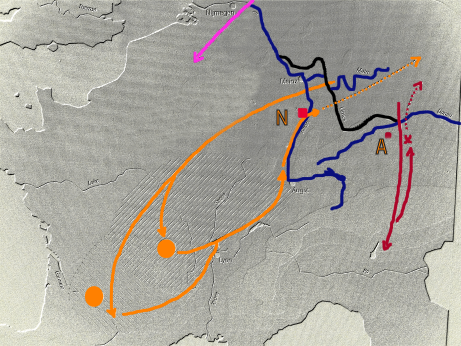
Plünderungszug der Alamannen (orange), Juthungen (rot) und Franken (pink) 260 n. Chr. - N=Neupotz, A=Augsburg

Das Dekumatland nahm zumindest den Südwesten des heutigen Bundeslandes Baden-Württemberg ein. Ob auch die nördlich des Neckars gelegenen rechtsrheinischen Gebiete Roms sowie die nördlich der Donau gelegenen Teile von Raetia zu den agri decumates zählten, ist unklar; Tacitus’ knappe Notiz scheint zwar eher dagegen zu sprechen, doch gibt er nur die Verhältnisse des späten 1. Jahrhunderts wieder. Die – soweit bekannt – einzige römische Ortschaft im Dekumatland, deren Einwohner bereits vor 212 das römische Bürgerrecht besaßen, war das municipium Arae Flaviae (Rottweil), das Kaiser Vespasian gründen ließ. Weitere nennenswerte Ansiedlungen waren Aquae (Baden-Baden), Lopodunum (Ladenburg) und Sumelocenna (Rottenburg am Neckar).

## Bevölkerung
Im Gebiet des einstigen Dekumatlandes sind bis heute etwa 60 dörfliche Siedlungen (vici) und über 1300 villae rusticae nachgewiesen worden. Diese römischen Gutshöfe beherbergten im Durchschnitt etwa 50 Menschen; man schätzt allerdings, dass höchstens noch ein Viertel der einstigen Betriebe bekannt ist. Da zudem noch die Einwohner der vici und civitates hinzugerechnet werden müssen, schätzt die moderne Forschung die Bevölkerungszahl auf mindestens 250.000 Menschen. Da noch die hier stationierten römischen Soldaten hinzukamen, kann das Dekumatland als ein ungewöhnlich dicht besiedeltes und agrarisch intensiv genutztes Gebiet gelten.

## Namensherkunft
Die Herkunft des Namens agri decumates, den nur Tacitus erwähnt, ist umstritten. Oft wird er mit „Zehntland“ übersetzt, und es wäre denkbar, dass es sich um ein dem römischen Kaiser tributpflichtiges Land handelte, das den zehnten Teil seiner Erzeugnisse abgeben musste. Doch einige Gelehrte halten diese Erklärung für etymologisch unmöglich. Alternativ könnte die Bezeichnung von einem heute unbekannten Ort namens Decuma oder Decumum herrühren; die Forschung diskutiert weitere Möglichkeiten.